# Alison Owen
Alison Owen (Portsmouth, 18 de fevereiro de 1961) é uma produtora de cinema britânico. Foi indicada ao Oscar de melhor filme na edição de 1999 pela realização da obra Elizabeth. Além disso, produziu Shaun of the Dead (2004), Proof (2005), The Other Boleyn Girl (2007), Brick Lane (2007), Chatroom (2010), Saving Mr. Banks (2013) e Tulip Fever (2017).

## Filmografia
- Tulip Fever
- Suffragette (2015)
- The Giver (2014)
- Saving Mr. Banks (2013)
- Jane Eyre (2011)
- The Other Boleyn Girl (2008)
- Brick Lane
- Proof (2005)
- Shaun of the Dead (2004)
- Happy Now? (2001)
- Elizabeth (1998)
- Moonlight and Valentino (1995)
- The Young Americans (1993)
- Hear My Song (1991)